# Медаль «За бойові заслуги Повітряних сил» (США)
Медаль «За бойові заслуги Повітряних сил» (США) (англ. Air Force Combat Action Medal) — військова нагорода США, медаль, що присвоюється особовому складу Повітряних сил країни за активну участь у підготовці та проведенні повітряних боїв та наземних діях у лавах Повітряних сил.

## Критерії
Для отримання нагороди військовослужбовець Повітряних сил, котрий відзначився у бойових діях, має бути представлений на заохочення своїм старшим начальником у ранзі не нижче полковника по формі AF Form 3994. Розгляд пропозиції продовжується по інстанції й остаточно затверджується командувачем повітряної армії (англ. Commander, Air Force Forces (COMAFFOR).
Номінація на відзнаку провадиться на тих, хто в період з 11 вересня 2001 року заслуговує на медаль у разі:
- усвідомлено виконуючи свої службові обов'язки на території противника, на землі чи в повітрі, перебував під вогнем ворога під великим ризиком для власного життя;
- захищав авіаційну базу чи інший об'єкт, перебуваючи під вогнем ворога і вступав у бій з противником з ризиком для власного життя;
- виконував завдання на землі та активно вступав у бій з противником.

Нагородження до 11 вересня 2001 року не дозволяються; також можливо отримання медалі військовослужбовцями інших видів збройних сил США чи іноземців, котрі відзначилися за вищезазначеними критеріями для отримання нагороди.